# Clifford Husbands
Clifford Straughn Husbands (Saint Andrew, 5 de agosto de 1926 - Saint James, 11 de outubro de 2017) foi governador-geral de Barbados de 1996, após a morte de Nita Barrow, a 2011.